# Branislav Nedimović
Branislav Nedimović, cyr. Бранислав Недимовић (ur. 27 listopada 1977 w Sremskiej Mitrovicy) – serbski polityk i samorządowiec, parlamentarzysta, w latach 2008–2016 burmistrz Sremskiej Mitrovicy, od 2016 do 2017 minister rolnictwa i środowiska, w latach 2017–2022 minister rolnictwa, od 2020 do 2022 jednocześnie wicepremier.

## Życiorys
Ukończył szkołę podstawową i średnią w rodzinnej miejscowości, a następnie studia prawnicze na Uniwersytecie w Nowym Sadzie. Był działaczem Demokratycznej Partii Serbii, z jej rekomendacji w wyborach w 2003, 2007 i 2008 uzyskiwał mandat posła do Zgromadzenia Narodowego. Zrezygnował z niego wkrótce po ostatnich z tych wyborów w związku z objęciem stanowiska burmistrza Sremskiej Mitrovicy, które zajmował do 2016.
W międzyczasie w 2008 wystąpił z Demokratycznej Partii Serbii, od 2010 współpracował z Partią Demokratyczną. W 2015 został członkiem Serbskiej Partii Postępowej.
W sierpniu 2016 nominowany na ministra rolnictwa i środowiska w drugim gabinecie Aleksandara Vučicia. W czerwcu 2017, po podziale resortu, został ministrem rolnictwa, leśnictwa i gospodarki wodnej w nowym rządzie Any Brnabić.
W 2020 otrzymał pierwsze miejsce na liście wyborczej koalicji skupionej wokół postępowców i sygnowanej nazwiskiem prezydenta Aleksandara Vučicia. Sojusz ten odniósł zdecydowane zwycięstwo w wyborach, a Branislav Nedimović ponownie uzyskał wówczas mandat poselski. W utworzonym w październiku 2020 drugim gabinecie dotychczasowej premier pozostał na dotychczasowym stanowisku rządowym, otrzymując dodatkowo nominację na wicepremiera. Obie funkcje sprawował do października 2022.